# Susuacanga opaca
Susuacanga opaca é uma espécie de coleóptero da tribo Eburiini (Cerambycinae), com distribuição na Guatemala, Honduras e México.

## Sistemática
- Ordem Coleoptera
  - Subordem Polyphaga
    - Infraordem Cucujiformia
      - Superfamília Chrysomeloidea
        - Família Cerambycidae
          - Subfamília Cerambycinae
            - Tribo Eburiini
              - Gênero Susuacanga
                - S. opaca (Chemsak & Linsley, 1973)